# Frik
Frik (od engl. freak — luđak, čudak) je osoba koja se bavi neuobičajenim stvarima, na primjer hobijem van „normalnog“ nivoa, i kojoj ta stvar može činiti čak i životnu svrhu. Freak takođe označava i određen, najčešće neprilagođen stil života.
Izrazom frikovi (freaks) se nazivala američka potkultura ranih 1960-ih koji su bili preteča hipi pokreta.